# Schrattenbach (Dietmannsried)
Schrattenbach ist ein Gemeindeteil des Marktes Dietmannsried im bayerisch-schwäbischen Landkreis Oberallgäu.

## Geologie
Das Pfarrdorf Schrattenbach liegt am östlichen Rand des alten Illertals. Heute ist dieses Tal ein Trockental, denn am Ende der letzten Eiszeit grub sich die Iller ein neues Bett zwischen Reicholzried und Altusried. Zurück blieben im alten Tal mächtige Kieslager, die heute in vielen Kiesgruben abgebaut werden. Die wasserdurchlässigen Schotterböden verursachten in früheren Zeiten häufig Wassermangel, den erst die Wasserversorgung aus dem Ehwiesmühltal beseitigte.
Der steile 150 m hohe Hang über Schrattenbach ermöglicht das Fliegen mit Drachen und Gleitschirmen. In der Mitte des Illertals liegt das Allgäuer Tor mit der gleichnamigen Autobahnraststätte Allgäuer Tor Ost. Das Allgäuer Tor bildet die Grenze zwischen dem Landkreis Oberallgäu und Landkreis Unterallgäu.

## Geschichte
Im Salbuch des Fürststift Kempten von 1394 wird der Ort urkundlich erwähnt. Eine Chronik über Kempten (Allgäu) und das Oberallgäu, 1984 erschienen im Verlag für Heimatpflege Kempten im Heimatbund Allgäu e. V., führt Schrattenbach (als Scratinbach) in der Übersicht vor 1200 urkundlich nachgewiesener Orte. Die Grabhügelfelder von Lehenbühl, südwestlich von Gemeinderied bei Schrattenbach, legen die Vermutung nahe, dass die nähere Umgebung bereits zur Bronzezeit besiedelt war. Das Lehenbuch des Stiftes Kempten von 1451 bringt den schriftlichen Nachweis zur St.-Nikolaus-Kirche, deren aus Nagelfluhfelsen erbauter Turm das wohl älteste Gebäude des Ortes ist.
Eine weitere für Schrattenbach interessante Urkunde stammt aus dem Jahre 1490, ausgestellt von Johann von Riedheim, Fürstabt des Stiftes Kempten. In dieser Urkunde genehmigt der Abt nachträglich die Ehe des Hanns Ruhe (Rauch), Pfeiffenmacher aus Schrattenbach, und der Elisabeth Schräglin. Was dieser Hanns Ruhe produzierte, waren aber keine Tabakpfeiffen, sondern Blockflöten. Weitere Belege legen die Vermutung nahe, dass dieser Flötenbau mindestens eine Generation früher begann und noch mindestens eine Generation später fortgeführt wurde. Die von der Familie Rauch aus Schrattenbach gefertigten Flöten waren nicht nur regional, sondern europaweit geschätzt. Das belegen einige in ihren Stimmlagen völlig unterschiedliche erhaltene Exemplare dieser Flöten in den Instrumental- und Nationalmuseen von München, Nürnberg, Frankfurt am Main, Salzburg, Paris, Brüssel und Antwerpen. Gemeinsames Kennzeichen aller Flöten ist das Signum, bestehend aus dem Namen Rauch und zwei nach rechts geneigten dreiblättrigen Kleeblättern. Das bemerkenswerteste Instrument besitzt das Vleeshuis-Museum in Antwerpen: eine 2,50 m lange Kontrabass-Blockflöte aus der Instrumentensammlung des Osterhuis, einem Haus der Hansekaufleute zu Antwerpen. Gebaut wurde sie im Jahre 1535 von Caspar Rauch.

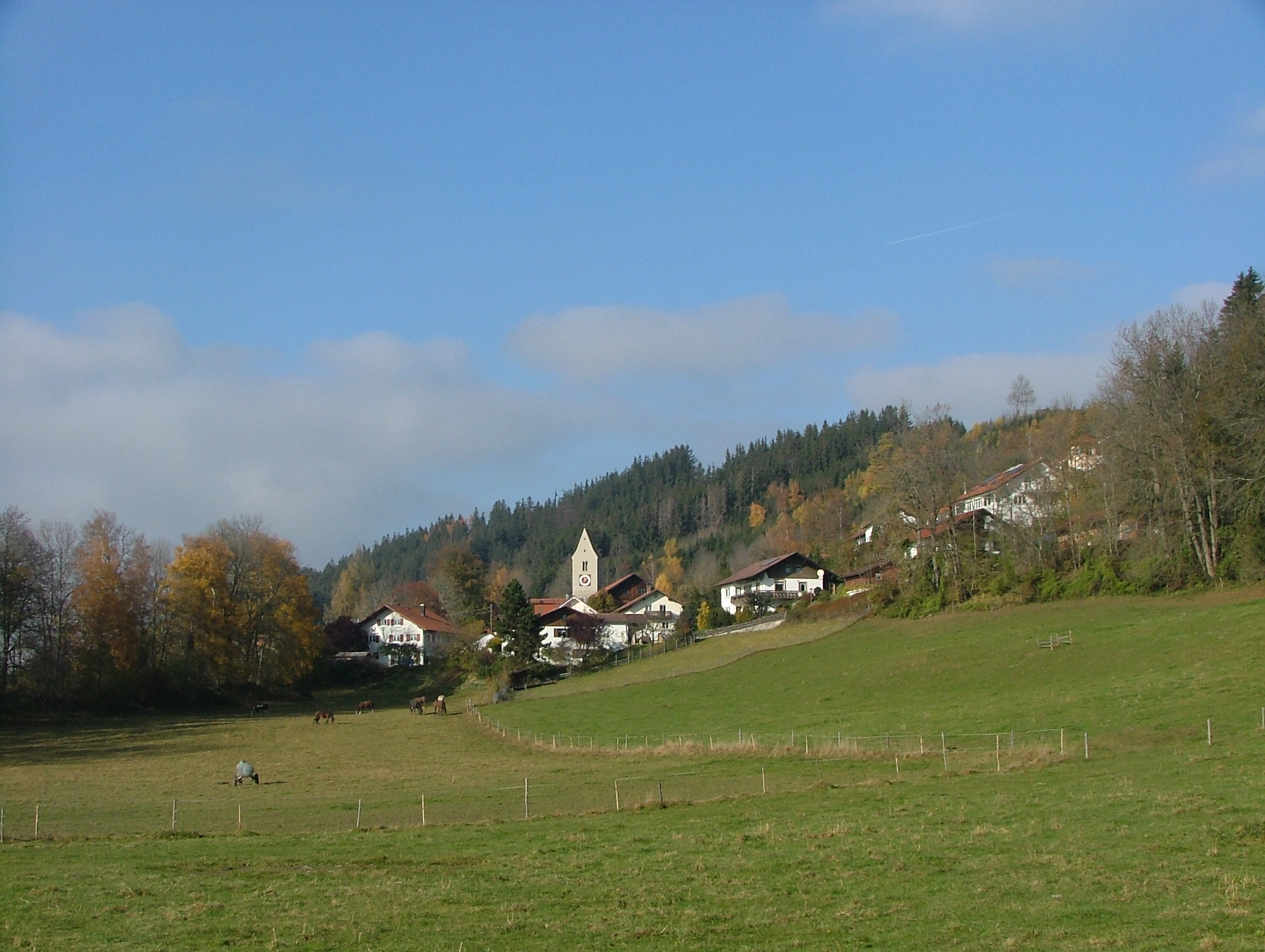
Schrattenbach im Allgäu

Neben den üblichen Handwerksbetrieben und der Landwirtschaft gab es in Schrattenbach noch einen weiteren, wichtigen Wirtschaftszweig: 1529 wurde erstmals eine Kalkbrennerei erwähnt und diese hielt sich bis etwa 1900. Spuren der ehemaligen Kalksteinbrüche sind heute noch zu finden. Als die Kalkbrenner im Jahre 1645 ihren Kalkofen an einem anderen Ort aufstellten, weil an der vorherigen Stelle die Steine rar geworden waren, erschienen mehrere Bauern vor dem Hofrat in Kempten. Sie wollten die Kalkbrennerei verbieten lassen, weil ihnen dadurch ein Schaden entstand und sie sich außerstande sahen, weiterhin den vollen Zehnten an das Stift abzugeben. Ein Antrag, den der damalige Fürstabt Roman Giel von Gielsberg ablehnte, weil er auch diese Kalksteine für den Neubau der Stifts- und Pfarrkirche St. Lorenz und seiner Fürstäbtlichen Residenz dringend benötigte.
Am 23. November 1863 wurde die Gemeinde Schrattenbach durch Ausgliederung aus der Gemeinde Dietmannsried neu gebildet.
Westliche Luftströmungen, die an der Halde immer wieder für kräftigen Aufwind sorgen, wurden bereits 1937 für Flugversuche genutzt. Damals waren es Privatpersonen, die diesen Hang nutzten und ihre Segelflugzeuge mit Muskelkraft den Hang hinaufziehen oder -schieben mussten, bis 1938 eine Seilwinde und unten im Tal ein großer Schuppen als Hangar installiert wurden. Im Verlauf des Zweiten Weltkrieges wurde Schrattenbach Sitz einer Kriegsschule und der junge Fliegernachwuchs wurde an der Schrattenbacher Fliegerhalde geschult. Als im Sommer 1944 ein Schrattenbacher Pilot im Heimaturlaub war und das schöne Wetter für einen Übungsflug mit seiner Fieseler Storch nutze, begegnete ihm ein amerikanischer Bomberverband, der sich auf dem Weg nach Norden befand. Zwei der dreizehn Begleitjäger setzten sich von diesem Verband ab und machten mit ihren P-51 Mustang Jagd auf den deutschen Piloten, wodurch sie dann auf die Fliegerhalde aufmerksam wurden und die Anlage mit ihren Bordkanonen zerstörten.
Etwa 1976 entdeckten die ersten Drachenflieger diesen Hang für sich, seitdem herrscht wieder oft ein reger Flugbetrieb. Vor einigen Jahren kamen auch immer mehr Gleitschirmflieger dazu. Mittlerweile hat der von diesen Piloten gegründete Verein die Start- und Landefläche erworben.
Am 1. Januar 1978 wurde Schrattenbach wieder in den Markt Dietmannsried eingegliedert.

## Sehenswürdigkeiten
Wie jeder Kalvarienberg ist auch der Weg auf den Kapf ein Versuch, Religion und Natur zu vereinen. Südöstlich der Kirche beginnt der Weg. Initiator des Kreuzweges war Pfarrer Matthias Graf (1866–1934). Während seines zehnjährigen Wirkens in Schrattenbach von 1907 bis 1917 wurden die Mariengrotte, auch Lourdes-Grotte genannt, die Mariensäule und die neue Kapfkapelle (Einweihung: 18. Oktober 1915) errichtet. Von einer alten Kapfkapelle berichtet die Chronik von Dietmannsried. Im Jahre 1630 wurde für diese Kapelle eine Pietà geschaffen, die sich bis 2014 im Chor der St.-Nikolaus-Kirche befand. Die neue Kapfkapelle gilt als älteste Kriegergedächtniskapelle auf deutschem Boden. Die Mariensäule wurde im Jahre 1908 als Jubiläumsbrunnen, zu Ehren des 50-jährigen Priesterjubiläums von Papst Pius X., vom Schrattenbacher Burschenverein aufgestellt. Ursprünglich stand der Brunnen auf der kleinen Verkehrsinsel in der Mitte der Straße vor dem Kriegerdenkmal, bis er Ende der 1950er-Jahre, zum Schutz vor dem zunehmenden Verkehrsaufkommen, wieder mit Wasseranschluss, an seinen heutigen Platz, inmitten des Kriegerdenkmales, versetzt wurde. Aus dem Schrattenbacher Burschenverein, dessen Gründung ebenfalls auf Matthias Graf zurückgeht, entwickelte sich im Laufe der Jahre die Katholische Landjugendbewegung Schrattenbach KLJB.

## Verkehr
Westlich des Ortes verläuft die Bundesautobahn 7. Durch den Ort fährt die Buslinie 61 der Verkehrsgemeinschaft Kempten.